# Conférence des évêques catholiques romains d'Ukraine
La Conférence des évêques catholiques romains d’Ukraine (en ukrainien : Конференція Римсько-католицьких Єпископів України ; en latin : Conferentia episcoporum Ucrainae) est une conférence épiscopale de l’Église catholique qui réunit les ordinaires de rite latin d’Ukraine (rite minoritaire).
Son président participe au Conseil des conférences épiscopales d’Europe (CCEE), avec une petite quarantaine d’autres membres ; dont deux autres représentants du territoire de l’Ukraine, un pour l’Église grecque-catholique ukrainienne et un pour l’éparchie grecque-catholique ruthène de Moukatchevo.

## Membres

### Assemblée prénière
La conférence est constituée de l’archevêque de Lviv et des évêques des six diocèses suffragants, y compris les évêques auxiliaires. Seuls des évêques de rite latin sont reconnus comme membres, même si les éparques des autres rites sont parfois invités.

### Présidents
Le président est en 2022 Bronislaw Bernacki (uk), depuis le 1er décembre 2018. Il devrait cependant être remplacé à la fin de son mandat, ayant démissionné de son diocèse d’Odessa-Simferopol en 2020.
Il y a également eu :
- Marian Jaworski, élu premier président de la conférence en 1992 (avant même l’acceptation formelle des statuts)[4], puis de 1994 au 21 octobre 2008[2] ;
- Mieczysław Mokrzycki, du 21 octobre 2008 au 1er décembre 2018[2].

### Vice-présidents
Le vice-président est en 2022 Mieczysław Mokrzycki, depuis le 1er décembre 2018. Il était précédemment président de la conférence, depuis dix ans.

### Secrétaires généraux
Marian Buczek (uk) est élu comme premier secrétaire général de la conférence, en 1992.
Le secrétaire général est en 2022 Vitaliy Skomarovskyi (uk).

## Historique
L’Ukraine devient indépendante de l’URSS fin 1991. La première réunion de le conférence a lieu le 28 février 1992 à Lviv. Y étaient présents :
- Marian Jaworski, archevêque de Lviv, et ses deux évêques auxiliaires :
- Rafal Kiernicki (uk), et
- Markijan Trofimiak (uk) ;
- Jan Olszański (uk), évêque de Kamianets-Podilsky ;
- Jan Purwiński (uk), évêque de Kiev-Jytomyr ; et
- Francesco Colasuonno, représentant du Saint-Siège[4].

Les statuts de la conférence sont élaborés, et envoyés au Vatican pour approbation,.
Les statuts sont approuvés, et la deuxième réunion a lieu le 26 août 1992, en présence, en complément des membres de la première réunion, du nonce apostolique en Ukraine (en), Antonio Franco. Y est évoqué l’idée de faire des conférences inter-rituelles, ce qui arrive par la suite, d’autres occasions étant également dégagées avec le temps.

## Sanctuaires
La conférence épiscopale a désigné un sanctuaire national, l’église de l’Immaculée-Conception-de-la-Vierge-Marie, aussi sanctuaire Bienheureuse-Vierge-Marie (patronne de l’Ukraine), appartenant au monastère des Carmes déchaux de Berdytchiv, en 2011,.